# Orach Chaim
Orach Chaim (en hebreu: אורח חיים) és una secció dels llibres Arba Turim del Rabí Jacob ben Asher, i del Xulhan Arukh del Rabí Yossef Qaro, tots dos llibres són compilacions de la llei jueva, la Halacà. Aquesta secció tracta sobre tots els aspectes de la llei jueva relacionats amb el calendari hebreu (ja sigui el calendari diari, setmanal, mensual o anual).
El Rabí Yossef Qaro va modelar el marc de treball de la seva obra el Xulhan Arukh (en hebreu: שולחן ערוך), la seva compilació de la llei pràctica jueva, a imatge i semblança del llibre del Arba Turim, del Rabí Jacob ben Asher.
Molts comentaristes posteriors també van fer servir aquest marc de treball. Per tant, l'Orach Chaim en l'ús comú, pot referir-se a una àrea concreta de la llei jueva, que no apareix d'una manera explícita en la recopilació del Rabí Jacob ben Asher. La secció del Orach Chaim tracta sobre, però no està limitada únicament, als següents temes: com rentar-se les mans al matí, com posar-se les filactèries (tefil·lín), com portar les tsitsit, com fer l'oració jueva, com guardar el Shabat, com celebrar les festivitats jueves, i com llegir la Torà a la sinagoga.